# Daniele Di Donato
Daniele Di Donato (Giulianova, 21 febbraio 1977) è un allenatore di calcio ed ex calciatore italiano, di ruolo centrocampista.
Con 413 presenze, spalmate tra il 1996 e il 2014, è attualmente il terzo giocatore con più presenze di sempre in Serie B.

## Carriera

### Giocatore

#### Inizi
Cresciuto nel Torino, ha debuttato da professionista nella stagione 1997-1998, giocando 8 partite di campionato e segnando una rete il 6 aprile (la prima in carriera) in Torino-Padova (1-2). L'esordio era avvenuto la settimana precedente, il 29 marzo in Pescara-Torino (0-0).
Nel 1997 passa al Castel di Sangro dove non fa in tempo a giocare nessuna partita in quanto viene acquistato dal Siena con cui colleziona 21 presenze ed una rete nella stagione 1997-1998 in Serie C1.
Dal 1998 al 2000 gioca per due stagioni alla Lodigiani sempre in Serie C1, collezionando 31 presenze in entrambe le stagioni, e segnando una rete (l'unica con la squadra romana) il 7 marzo 1999 in Ancona-Lodigiani (2-3).

#### Palermo
Nel 2000 passa al Palermo, con cui è titolare per quattro stagioni; con la maglia nº 8 sulle spalle, del Palermo è stato anche capitano.
Nella stagione 2000-2001 colleziona 32 presenze nel campionato di Serie C1, ottenendo la promozione in Serie B, e 4 partite nella Coppa Italia di Serie C.
Nella stagione 2001-2002 gioca 30 partite in campionato realizzando la prima rete in maglia rosanero il 3 marzo 2002 in Palermo-Reggina (4-2), partita valevole per la 26ª giornata di campionato.
Nella stagione 2002-2003 scende in campo per 32 volte in campionato. Il 1º gennaio 2003 viene a mancare la moglie venticinquenne, Roberta Foglia, che da un mese lo aveva reso padre di Luca. Cinque giorni dopo il Palermo giocò al Renzo Barbera contro la Sampdoria con il lutto al braccio e prima del fischio di inizio fu osservato un minuto di silenzio proprio per questo evento che riuscì ad avvicinare due tifoserie come quelle di Catania e Palermo da sempre ostili. Il calciatore si è risposato il 26 giugno 2013 con Anna.
Nella stagione 2003-2004 gioca 39 partite di campionato segnando 3 reti in quella che è stata l'annata più prolifica della sua carriera. L'ultima partita giocata con la maglia rosanero è stata quella del 12 giugno 2004, ultima giornata di campionato, in cui il Palermo batte il Bari per 3-0 allo Stadio Renzo Barbera.

#### Siena e Arezzo
Nella stagione 2004-2005 non resta coi siciliani in Serie A, ma l'11 agosto 2004 si trasferisce al Siena in prestito con diritto di riscatto della metà del cartellino. Con i toscani esordisce in massima serie il 12 settembre 2004. Chiude il suo primo campionato in Serie A con 23 presenze.
Dopo una sola stagione coi bianconeri, nel 2005 passa all'Arezzo, altra squadra toscana militante in Serie B, con cui colleziona 39 presenze ed un gol nel campionato 2005-2006 e 38 presenze nel campionato 2006-2007.

#### Ascoli e Cittadella
Nell'agosto del 2007 passa all'Ascoli, sempre in Serie B. Il 7 settembre 2010, in Ascoli-AlbinoLeffe (2-0), raggiunge la centesima presenza in campionato con la squadra bianconera e la duecentesima il 9 marzo 2013 in Ascoli-Cesena (1-2). Con il club marchigiano compie due salvezze nelle stagioni 2010-2011 e 2011-2012: la prima con mister Fabrizio Castori, la seconda con Massimo Silva.
Il 30 giugno 2013, dopo la retrocessione, rimane svincolato e il 22 luglio seguente parte per il ritiro a Coverciano dei calciatori svincolati sotto l'egida dell'Associazione Italiana Calciatori.
Il 17 settembre 2013 firma per il Cittadella, squadra di Serie B. Debutta il 21 settembre nella sfida contro la Juve Stabia persa per 2-0 dalla formazione padovana. Lascia il calcio giocato al termine della stagione, chiusa dai veneti con una sofferta salvezza.
In carriera ha totalizzato complessivamente 23 presenze in Serie A e 413 presenze e 8 reti in Serie B, risultando attualmente il terzo in assoluto per presenze in cadetteria alle spalle di Gigi Cagni e Juri Tamburini.

### Allenatore
Dopo aver guidato per due stagioni le giovanili del Modena (prima la formazione Under-17 e poi quella Berretti), il 13 dicembre 2017 diventa il nuovo tecnico della Jesina.
L'11 giugno 2018 sostituisce Vincenzo Italiano sulla panchina dell'Arzignano. Dopo aver conquistato una storica promozione in Serie C con il club veneto, il 1º luglio 2019 diventa il nuovo allenatore dell'Arezzo, facendo così ritorno nella città toscana dopo la precedente esperienza da calciatore.
Il 30 agosto 2020 diventa il nuovo allenatore del Trapani, in Serie C. Successivamente, dopo aver diretto un solo allenamento causa problemi finanziari e sanitari del club, a pochi giorni dall'inizio del campionato,  il 22 settembre viene esonerato dal nuovo presidente Gianluca Pellino. Il 30 settembre viene richiamato dal presidente Pellino ma si dimette dopo appena 3 giorni per evidenti difficoltà organizzative. Successivamente la squadra viene esclusa dal campionato dopo due rinunce.
Il 3 novembre 2020 subentra all'esonerato Giuseppe Galderisi sulla panchina della Vis Pesaro, in Serie C.
L'11 agosto 2021 diventa il nuovo tecnico del Latina piazzandosi dodicesimo in campionato. Il 9 maggio 2022 prolunga il contratto con i nerazzurri pontini sino al 30 giugno 2024. Nella stagione 2022-2023 arriva ottavo nel girone C venendo eliminato al primo turno dei play-off per mano del Monopoli (1-0). Confermato anche per la stagione 2023-2024, viene esonerato il 14 gennaio 2024 con la squadra al dodicesimo posto in classifica.
Il 9 luglio 2024 diviene il tecnico del Team Altamura, formazione neopromossa in Serie C, ottenendo una tranquilla salvezza.

## Statistiche

### Presenze e reti nei club
| Stagione         | Squadra          | Campionato       | Campionato | Campionato | Coppe nazionali | Coppe nazionali | Coppe nazionali | Coppe europee | Coppe europee | Coppe europee | Altre coppe | Altre coppe | Altre coppe | Totale | Totale |
| Stagione         | Squadra          | Comp             | Pres       | Reti       | Comp            | Pres            | Reti            | Comp          | Pres          | Reti          | Comp        | Pres        | Reti        | Pres   | Reti   |
| ---------------- | ---------------- | ---------------- | ---------- | ---------- | --------------- | --------------- | --------------- | ------------- | ------------- | ------------- | ----------- | ----------- | ----------- | ------ | ------ |
| 1995-1996        | Torino           | A                | 0          | 0          | CI              | 0               | 0               | -             | -             | -             | -           | -           | -           | 0      | 0      |
| 1996-1997        | Torino           | B                | 8          | 1          | CI              | 1               | 0               | -             | -             | -             | -           | -           | -           | 9      | 1      |
| Totale Torino    | Totale Torino    | Totale Torino    | 8          | 1          |                 | 1               | 0               |               | -             | -             |             | -           | -           | 9      | 1      |
| ago.-ott. 1997   | Castel di Sangro | C1               | 0          | 0          | CI+CI-C         | 2+0             | 0               | -             | -             | -             | -           | -           | -           | 2      | 0      |
| ott. 1997-1998   | Siena            | C1               | 21         | 1          | CI-C            | -               | -               | -             | -             | -             | -           | -           | -           | 21     | 1      |
| 1998-1999        | Lodigiani        | C1               | 31         | 1          | CI-C            | 4               | 0               | -             | -             | -             | -           | -           | -           | 35     | 1      |
| 1999-2000        | Lodigiani        | C1               | 31         | 0          | CI-C            | 9               | 0               | -             | -             | -             | -           | -           | -           | 40     | 0      |
| Totale Lodigiani | Totale Lodigiani | Totale Lodigiani | 62         | 1          |                 | 13              | 0               |               | -             | -             |             | -           | -           | 75     | 1      |
| 2000-2001        | Palermo          | C1               | 32         | 0          | CI-C            | 4               | 0               | -             | -             | -             | SL-C1       | 2           | 0           | 38     | 0      |
| 2001-2002        | Palermo          | B                | 30         | 1          | CI              | 2               | 0               | -             | -             | -             | -           | -           | -           | 32     | 1      |
| 2002-2003        | Palermo          | B                | 32         | 0          | CI              | 3               | 0               | -             | -             | -             | -           | -           | -           | 35     | 0      |
| 2003-2004        | Palermo          | B                | 39         | 3          | CI              | 0               | 0               | -             | -             | -             | -           | -           | -           | 39     | 3      |
| Totale Palermo   | Totale Palermo   | Totale Palermo   | 133        | 4          |                 | 9               | 0               |               | -             | -             |             | 2           | 0           | 144    | 4      |
| 2004-2005        | Siena            | A                | 23         | 0          | CI              | 4               | 0               | -             | -             | -             | -           | -           | -           | 27     | 0      |
| Totale Siena     | Totale Siena     | Totale Siena     | 23         | 1          |                 | 4               | 0               |               | -             | -             |             | -           | -           | 27     | 0      |
| 2005-2006        | Arezzo           | B                | 39         | 1          | CI              | 2               | 0               | -             | -             | -             | -           | -           | -           | 41     | 1      |
| 2006-2007        | Arezzo           | B                | 38         | 0          | CI              | 5               | 0               | -             | -             | -             | -           | -           | -           | 43     | 0      |
| ago. 2007        | Arezzo           | C1               | 0          | 0          | CI-C            | 1               | 0               | -             | -             | -             | -           | -           | -           | 1      | 0      |
| Totale Arezzo    | Totale Arezzo    | Totale Arezzo    | 77         | 1          |                 | 8               | 0               |               | -             | -             |             | -           | -           | 85     | 1      |
| ago. 2007-2008   | Ascoli           | B                | 37         | 0          | CI              | 2               | 1               | -             | -             | -             | -           | -           | -           | 39     | 1      |
| 2008-2009        | Ascoli           | B                | 30         | 1          | CI              | 2               | 0               | -             | -             | -             | -           | -           | -           | 32     | 1      |
| 2009-2010        | Ascoli           | B                | 30         | 0          | CI              | 0               | 0               | -             | -             | -             | -           | -           | -           | 30     | 0      |
| 2010-2011        | Ascoli           | B                | 40         | 1          | CI              | 2               | 0               | -             | -             | -             | -           | -           | -           | 42     | 1      |
| 2011-2012        | Ascoli           | B                | 37         | 1          | CI              | 2               | 0               | -             | -             | -             | -           | -           | -           | 39     | 1      |
| 2012-2013        | Ascoli           | B                | 33         | 0          | CI              | 2               | 0               | -             | -             | -             | -           | -           | -           | 35     | 0      |
| Totale Ascoli    | Totale Ascoli    | Totale Ascoli    | 207        | 3          |                 | 10              | 1               |               | -             | -             |             | -           | -           | 217    | 4      |
| set. 2013-2014   | Cittadella       | B                | 20         | 0          | CI              | -               | -               | -             | -             | -             | -           | -           | -           | 20     | 0      |
| Totale carriera  | Totale carriera  | Totale carriera  | 551        | 11         |                 | 47              | 1               |               | -             | -             |             | 2           | 0           | 600    | 12     |

### Statistiche da allenatore
Statistiche aggiornate al 17 marzo 2025. In grassetto le competizioni vinte.
| Stagione        | Squadra              | Campionato      | Campionato | Campionato | Campionato | Campionato | Coppe nazionali | Coppe nazionali | Coppe nazionali | Coppe nazionali | Coppe nazionali | Coppe continentali | Coppe continentali | Coppe continentali | Coppe continentali | Coppe continentali | Altre coppe | Altre coppe | Altre coppe | Altre coppe | Altre coppe | Totale | Totale | Totale | Totale | % Vittorie | Piazzamento      |
| Stagione        | Squadra              | Comp            | G          | V          | N          | P          | Comp            | G               | V               | N               | P               | Comp               | G                  | V                  | N                  | P                  | Comp        | G           | V           | N           | P           | G      | V      | N      | P      | %          | Piazzamento      |
| --------------- | -------------------- | --------------- | ---------- | ---------- | ---------- | ---------- | --------------- | --------------- | --------------- | --------------- | --------------- | ------------------ | ------------------ | ------------------ | ------------------ | ------------------ | ----------- | ----------- | ----------- | ----------- | ----------- | ------ | ------ | ------ | ------ | ---------- | ---------------- |
| dic. 2017-2018  | Jesina               | D               | 18+1       | 4          | 5          | 9+1        | CI-D            | -               | -               | -               | -               | -                  | -                  | -                  | -                  | -                  | -           | -           | -           | -           | -           | 19     | 4      | 5      | 10     | 21,05      | Sub. 15º (retr.) |
| 2018-2019       | Arzignano Valchiampo | D               | 34+2       | 21         | 7+1        | 6+1        | CI-D            | 2               | 1               | 1               | 0               | -                  | -                  | -                  | -                  | -                  | -           | -           | -           | -           | -           | 38     | 22     | 9      | 7      | 57,89      | 1º (prom.)       |
| 2019-2020       | Arezzo               | C               | 27         | 8          | 13         | 6          | CI+CI-C         | 2+1             | 1+0             | 0+0             | 1+1             | -                  | -                  | -                  | -                  | -                  | -           | -           | -           | -           | -           | 30     | 9      | 13     | 8      | 30,00      | 9º               |
| ago.-set. 2020  | Trapani              | C               | -          | -          | -          | -          | CI              | -               | -               | -               | -               | -                  | -                  | -                  | -                  | -                  | -           | -           | -           | -           | -           | 0      | 0      | 0      | 0      | —          | Dim.             |
| nov. 2020-2021  | Vis Pesaro           | C               | 30         | 9          | 6          | 15         | -               | -               | -               | -               | -               | -                  | -                  | -                  | -                  | -                  | -           | -           | -           | -           | -           | 30     | 9      | 6      | 15     | 30,00      | Sub. 14º         |
| 2021-2022       | Latina               | C               | 36         | 12         | 9          | 15         | CI-C            | 1               | 0               | 0               | 1               | -                  | -                  | -                  | -                  | -                  | -           | -           | -           | -           | -           | 37     | 12     | 9      | 16     | 32,43      | 12º              |
| 2022-2023       | Latina               | C               | 38+1       | 12         | 13         | 13+1       | CI-C            | 1               | 0               | 0               | 1               | -                  | -                  | -                  | -                  | -                  | -           | -           | -           | -           | -           | 40     | 12     | 13     | 15     | 30,00      | 8º               |
| 2023-gen. 2024  | Latina               | C               | 21         | 7          | 6          | 8          | CI-C            | 3               | 2               | 0               | 1               | -                  | -                  | -                  | -                  | -                  | -           | -           | -           | -           | -           | 24     | 9      | 6      | 9      | 37,50      | Eson.            |
| Totale Latina   | Totale Latina        | Totale Latina   | 96         | 31         | 28         | 37         |                 | 5               | 2               | 0               | 3               |                    | -                  | -                  | -                  | -                  |             | -           | -           | -           | -           | 101    | 33     | 28     | 40     | 32,67      |                  |
| 2024-2025       | Team Altamura        | C               | 34         | 9          | 10         | 15         | CI-C            | 4               | 2               | 1               | 1               | -                  | -                  | -                  | -                  | -                  | -           | -           | -           | -           | -           | 38     | 11     | 11     | 16     | 28,95      | 13º              |
| Totale carriera | Totale carriera      | Totale carriera | 242        | 82         | 70         | 90         |                 | 14              | 6               | 2               | 6               |                    | -                  | -                  | -                  | -                  |             | -           | -           | -           | -           | 256    | 88     | 72     | 96     | 34,38      |                  |

## Palmarès

### Giocatore

#### Competizioni nazionali
- Campionato italiano Serie C1: 1

Palermo: 2000-2001
- Campionato italiano di Serie B: 1

Palermo: 2003-2004

### Allenatore

#### Competizioni interregionali
- Serie D: 1

Arzignano: 2018-2019 (girone C)